# Mats Gustafsson (músico)
Mats Olof Gustafsson (Uma, 29 de outubro de 1964) é um saxofonista tenor sueco de free jazz e música de improvisação.

## Carreira
Nascido em 1964 na área culturalmente rica de Uma, desde a infância foi cercado por grandes improvisadores como o saxofonista Lars Göran Ulander e o pianista Henrik Wallin.
Apesar de seu virtuosismo com o saxofone, suas origens musicais foram com a flauta, embora não demorou muito para também se aproximar ao saxofone. Por volta dos quatorze anos de idade, ele coloca a boquilha de saxofone na flauta, para se divertir em uma viagem e lá nasceu sua primeira experiência no mundo da música, o "flautófono".
Sua primeira improvisação foi com o baterista Kjell Nodeson, que mais tarde tornou-se integrante da AALY Trio, com Gustafsson. Posteriormente, Mats mudou-se para Estocolmo, na Suécia, em meados da década de 1980, não se envolveu muito, mas fazendo contatos realmente interessantes como Sten Sandell e Raymond Strid. Esses três formaram Gush, em 1988, dois anos após o dueto com Christian Munthe, Two Slices of Acoustic Car. Trabalhou alternadamente com o berlinense Sven-Âke Johansson, durante todo esse tempo, sendo aclamado na cena underground de Berlim.
Em 1990, Gustafsson atuou com a Derek Bailey's Company em Londres, show que favoreceu o seu reconhecimento público. Como resultado, ele começou a visitar os Estados Unidos de forma regular, onde acabou sendo um assíduo na comunidade da improvisação de Chicago. Formando, no final, membro do Peter Brotzmann's all-star Chicago, com quem gravou um álbum. À parte, e durante seus trabalhos em vários projetos, teve tempo para gravar com AALY Trio, mencionado acima, com Nordeson e o baterista Peter Janson. Gravou Live al the Glen Miller Cafe, editado pela gravadora Wobbly Rail Ladel em 1999. No ano seguinte, voltou à tona com seu álbum solo, Windows, tributo a Steve Lacy. Publicou em colaboração com Sonic Youth, Hidros, em 2001, gravado ao vivo numa galeria de arte.
Gustafsson foi agraciado com Nordic Council Music Prize em 2011.

## Projetos selecionados

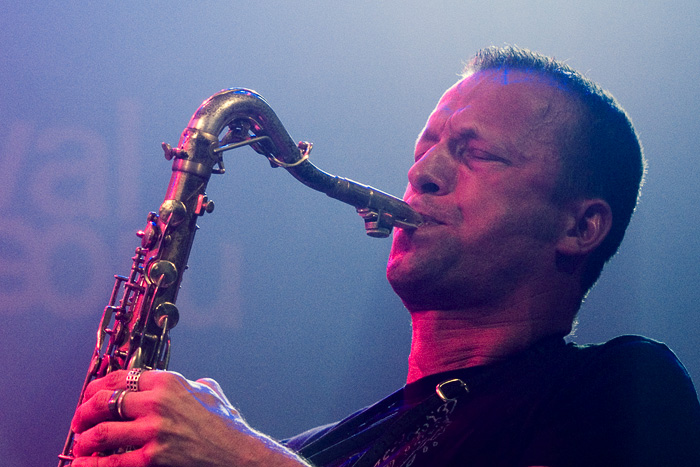
Mats Gustafsson no Moers Festival, junho de 2006, Alemanha

- The Thing
- Fire! Orchestra

## Colaboradores principais
- Zu
- Joe McPhee
- Sonic Youth
- Paul Lovens
- Barry Guy
- Yoshimi P-We
- Derek Bailey
- The Ex
- Peter Brötzmann
- Otomo Yoshihide
- Jim O'Rourke
- Thomas Lehn
- Evan Parker

## Discografia
- 1988 – Saw - Radium
- 1990 – Try Me - Blue Tower

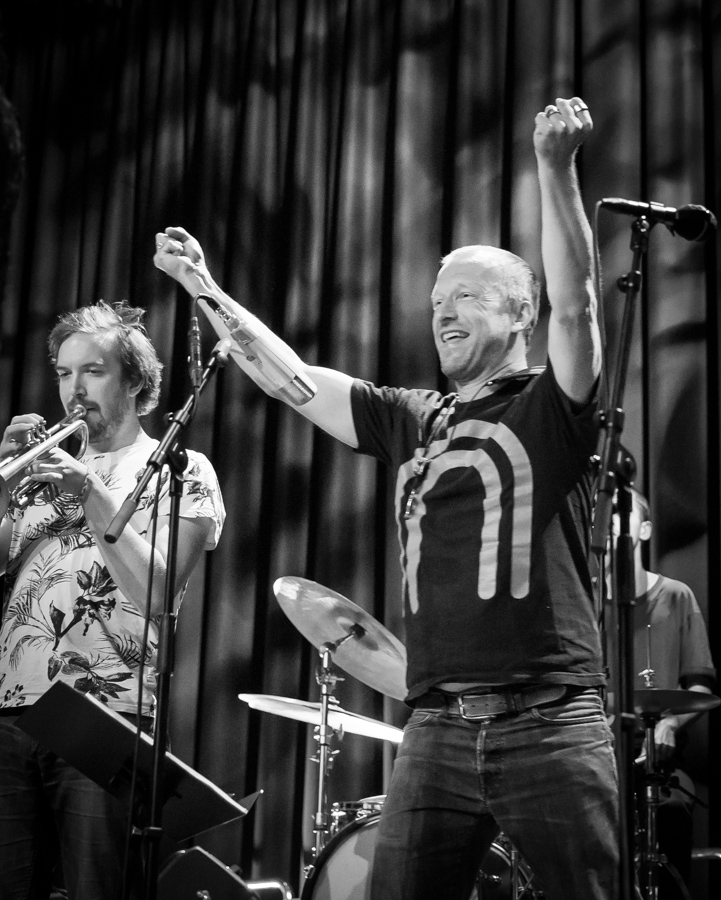
Mats Gustafsson, Oslo Jazzfestival 2016

- 1991 – Nothing to Read - Blue Tower
- 1992 – Sometimes Crosswise - Moers
- 1993 – Variado - 34 - Edition Explico/Blue Tower
- 1995 – Blow Horn - Okka Disk
- 1995 – For Don Cherry - Okka Disk
- 1995 – You Forget to Answer - Maya
- 1996 – Batuto - Random Acoustics
- 1996 – Impropositions - Phono Suecia
- 1997 – Frogging - Maya
- 1997 – Mouth Eating Trees and Related Activities - Okka Disk
- 1998 – Parrot Fish Eye - Okka Disk
- 1999 – The Education of Lars Jerry - Xeric
- 1999 – Gushwachs - Harmonia Mundi
- 1999 – Sticky Tongues & Kitchen Knives - Xeric
- 2000 – Windows: The music of Steve Lacy - Blue Chopsticks
- 2000 – Port Huron Picnic - Spool
- 2001 – Hidros One [ao vivo] - Caprice
- 2001 – She Knows... - Crazy Wisdom
- 2001 – The Thing - Crazy Wisdom
- 2002 – Dat - Universal Jazz
- 2002 – I Love It When You Snore - Smalltown Supersound
- 2004 – Solos for Contrabass Saxophone - Table of the Elements
- 2005 – Garage - Small Town Super Sound
- 2005 – Live at Bla' - Small Town Super Sound
- 2005 – Blues - Atavistic
- 2007 – Words on the Floor - Smalltown Supersound
- 2008 – Immediate Sound - Smalltown Superjazz
- 2008 – The Vilnius Explosion - NoBusiness

## Galeria

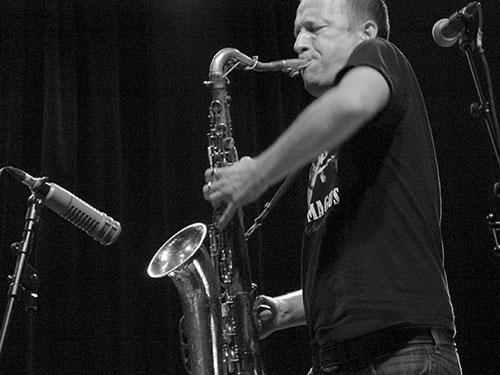
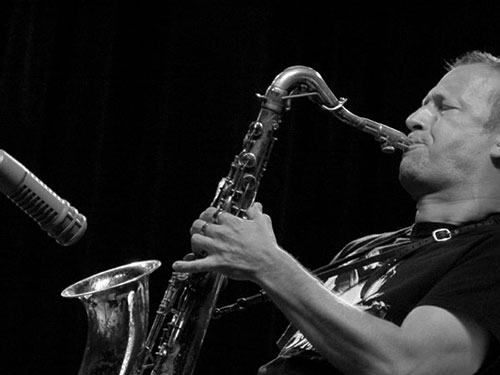
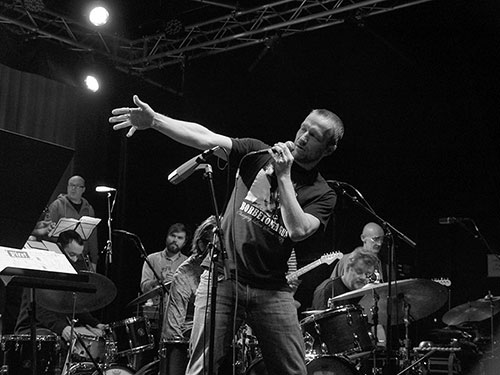
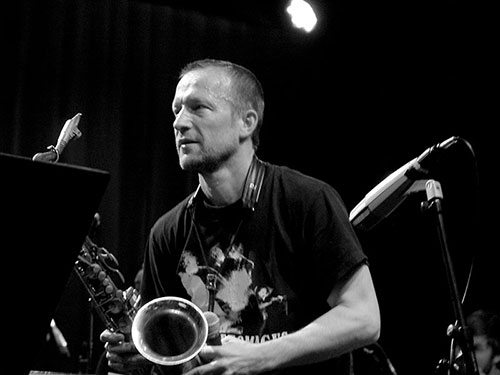
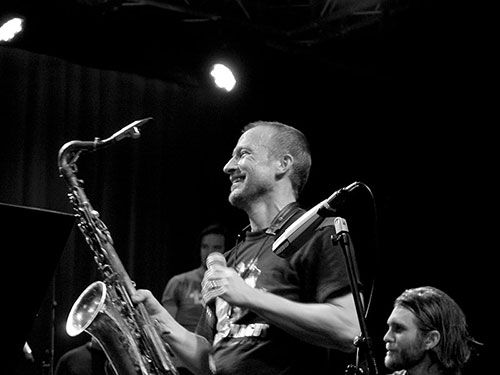
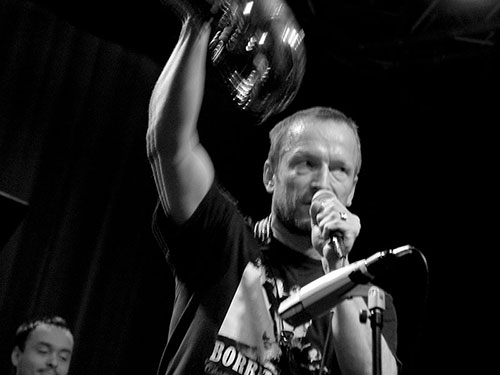

Fotos: Hreinn Gudlaugsson